# Es woll uns Gott genädig sein
'Es woll uns Gott genädig sein' («Que Dios sea misericordioso con nosotros», o más literalmente: «Que Dios quiera ser misericordioso con nosotros») es un himno luterano, con palabras escritas por Martín Lutero basadas en el Salmo 67. El himno en tres estancias de nueve líneas cada una fue publicado por primera vez en Wittenberg en 1524. Su melodía más conocida, Zahn No. 7247, fue publicada en Estrasburgo en 1524. Heinrich Schütz y Johann Sebastian Bach escribieron los escenarios del himno. Fue traducido al inglés y ha aparecido en docenas de himnos.

## Historia
Lutero escribió en una carta a Georg Spalatin, hacia finales de 1523, sobre la importancia de escribir Deutsche Psalmen (salmos alemanes). Tratando de ganar a Spalatin para la colaboración, especifica:

"Neue und modische Wörter sähe ich gern vermieden; denn um die Gemeinde zu gewinnen, muss man ganz schlichte und volkstümliche, doch zugleich saubere und geeignete Wörter wählen, und der Sinn soll klar und möglichst psalmnah wiedergegeben sein. Deshalb muss man frei verfahren und den angenommenen Sinn ohne Rücksicht auf den Wortlaut durch geeignete Worte übertragen." (traducción, de algún tiempo después de 1996)

(Me gustaría que se evitaran las palabras nuevas y de moda; porque para ganar a la congregación, uno tiene que elegir palabras bastante sencillas y populares, y al mismo tiempo limpias y adecuadas, el significado debe traducirse de manera clara y cercana al salmo tanto como sea posible. Por eso, uno tiene que proceder libremente y transferir el significado asumido sin tener en cuenta el texto exacto mediante palabras adecuadas).

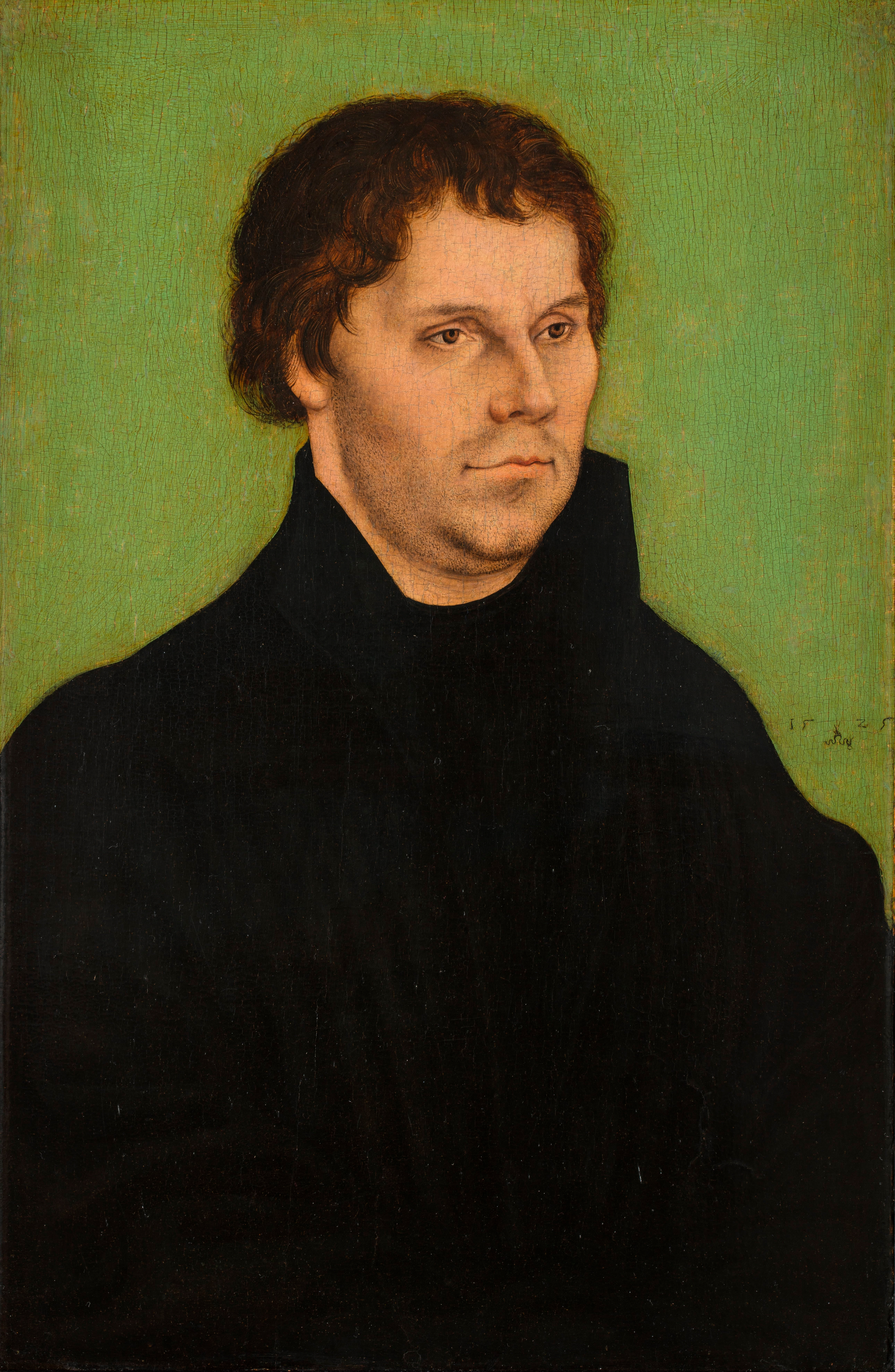
Retrato de Lutero en 1525 por Lucas Cranach.

Lutero escribió Es wolt uns got genedig sein como una paráfrasis del Salmo 67 en tres estrofas de nueve líneas cada una. Fue impreso por primera vez en Wittenberg en 1524, primero en un folleto junto con Aus tiefer Not schrei ich zu dir, una paráfrasis del Salmo 130. Apareció entonces en la obra de Lutero Ein weyse Christliche Messe zu halten und zum Tisch Gottis zu gehen (Una forma de celebrar una misa cristiana e ir a la mesa de Dios). Fue publicado el mismo año en el Erfurt Enchiridion.

## Lyrics
| Alemán | Salmo (KJV) |
| --- | --- |
| Es wolt uns Got genedig sein, und seinen segen geben. Sein antlytz uns mit hellem schein erleucht zum ewigen leben. Das wir erkennen seine werck, unnd was yhm lyebt auff erden. Und Jhesus Christus heyl und sterk, bekant den heyden werden. Unnd sie zu Got bekeren. So dancken got und loben dich, die Heyden uber alle. Und alle welt die frewe sich, und sing mit grossem schalle. Das du auff erden richter byst, unnd lest die sundt nicht waltenn. Deyn wordt die huet unnd weyde ist, die alles volck erhalten. In rechter ban zu wallen. Es dancke Got und lobe dich, das volck in gutten thatten. Das landt bryngt frucht und bessert sich, dein wordt ist wol geratten. Uns segen vater und der son, uns segen got der heylig geyst. Dem alle welt die ehre thun, fur ym sich furcht allermeyst. Nu sprecht von hertzen Amen. | Dios, ten misericordia de nosotros, y bendícenos; haz que tu rostro resplandezca sobre nosotros; Que tu camino pueda conocerse en la tierra, -y- tu salud salvadora entre las naciones. Que las gentes te alaben, Oh Dios, que todas las gentes te alaben. Oh que las naciones se alegren y canten de gozo, pues tú juzgarás a las gentes con justicia, y gobernarás a las naciones de la tierra. Que las gentes te alaben, Oh Dios, que todas las gentes te alaben La tierra entregará su rendimiento, -y- Dios, nuestro propio Dios nos bendecirá. Dios nos bendecirá, y todos los fines de la tierra lo temerán. |

## Melodía y configuración
La melodía del himno Es woll uns Gott genädig sein de Johann Walter, Zahn No. 7246, originalmente compuesta para otro himno, fue publicada en 1524. La melodía, era sin embargo, de 1543 asociada al himno Christ unser Herr zum Jordan kam. Otra melodía para el himno Es woll uns Gott genädig sein, Zahn No. 7247, fue publicada en 1524 en Estrasburgo.
Heinrich Schütz lo puso como parte de su Salterio Becker de todos los salmos en alemán. Johann Sebastian Bach lo usó como base para los preludios corales, y en cantatas como su segunda cantata como Thomaskantor en Leipzig, Die Himmel erzählen die Ehre Gottes, BWV 76, cuando cerró la parte I con la primera estrofa y la parte II con la última.

## Traducción
El himno fue traducido al inglés y ha aparecido en más de 25 himnos. A. T. Russell lo tradujo como May God unto us gracious be («Que Dios nos tenga en gracia») y lo incluyó en sus Salmos e Himnos, impresos en 1851. Richard Massie lo tradujo en 1851 como May God bestow on us His grace («Que Dios nos conceda su gracia»)".